# Honda RC212V

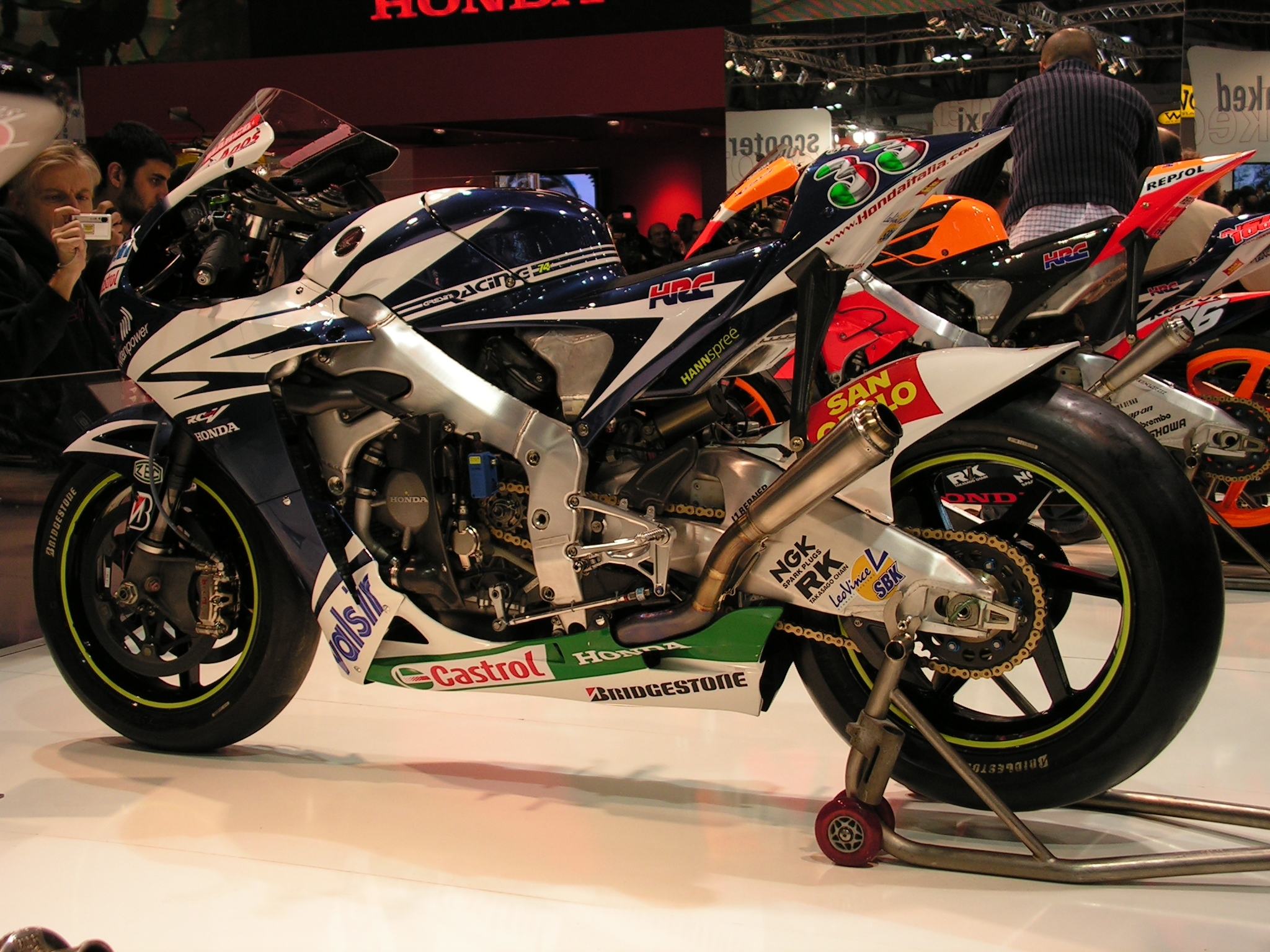
La RC212V di Melandri

La RC212V è una moto da competizione costruita dalla Honda per il motomondiale classe MotoGP dal 2007 al 2011.
Il nome di questa moto è formato dall'unione di più lettere e numeri "RC", "212" e "V", dove "RC" sta per il prefisso sportivo di Honda, "212" sta per seconda moto da mondiale del XXI secolo, "V" sta per motore a V.

## Distinzione dal modello precedente
Sostituisce la precedente RC211V dalla quale differisce principalmente per l'utilizzo di un propulsore di cilindrata diminuita per regolamento a 800 cm³. In conseguenza del fatto che la cilindrata precedente ammessa (di 990 cm³) era frazionata per scelta della HRC in 5 cilindri, questo nuovo modello ha essenzialmente eliminato uno dei cilindri, il che ha consentito di mantenere validi gli studi fatti sulla termodinamica e sui sistemi di alimentazione.
Un'altra differenza rispetto al vecchio propulsore è quella di avere un angolo fra le due bancate di cilindri molto più stretto, il che ha permesso una riduzione dell'ingombro e la possibilità di realizzare la testata unica. Esteticamente si distingue per il codino corto e rastremato, la carenatura ridotta ed un aspetto molto compatto. L'interasse è lo stesso della RC211V (1440 mm), tuttavia lo spostamento in avanti del motore ha permesso di ottenere un forcellone molto più lungo, e quindi maggiore trazione, e, per via della distribuzione dei pesi, una guidabilità teoricamente eccellente.

## Storia
La teoria dei nuovi accorgimenti non ha però avuto conferma nella pratica: dopo i primi test invernali molti piloti si sono accorti dei numerosi problemi che affliggevano la neonata RC212V.
Un commento esauriente può essere quello di Nicky Hayden, campione del mondo 2006:
"Non ha accelerazione, va piano come velocità di punta, non c'è equilibrio e nemmeno una degna protezione aerodinamica, in sella si è in balia del vento!".
In seguito sono state fatte molte modifiche volte a migliorare la stabilità della moto, l'erogazione e la potenza del motore, con risultati notevoli.
Dopo la gara di Valencia 2007 la Honda ha previsto una serie di test su una versione completamente rivista della RC212V, con l'intento di correggere quello che a molti appare tuttora come un progetto migliorabile.
Per la versione 2008 la Honda ha preparato un propulsore con la distribuzione a comando pneumatico che è stata utilizzata dal team HRC solo nelle ultime gare della stagione.

## Successi
1 Campionati Mondiali Piloti: 
- 1 Casey Stoner (2011)

1 Campionati Costruttori (2011)
24 vittorie:
- 2007: 2 (Pedrosa 2)
- 2008: 2 (Pedrosa 2)
- 2009: 3 (Pedrosa 2, Dovizioso 1)
- 2010: 4 (Pedrosa 4)
- 2011: 13 (Stoner 10, Pedrosa 3)